# Norra Lagnö
Norra Lagnö är en tätort i Värmdö kommun i Stockholms län. Tätorten är belägen på halvön Norra Lagnö som sitter ihop med Värmdö. Den ligger cirka 3 kilometer norr om Gustavsberg.

## Topografi
Norra Lagnö är en omkring 2 kilometer bred halvö i öst-västlig riktning och utmärks av en brant stupande nordkust utmed Torsbyfjärden. Sydsidorna, där en del ängsmark har bevarats, sluttar mjukt ner mot Lagnö- respektive Långsundavikarna. Den totala arealen beräknas uppgå till omkring 83 hektar.

## Historia
Namnet Lagnö kan härledas till ordet lagn eller lagna, det vill säga en räcka av nät eller ett ställe där man lägger ut nät. Norra Lagnö betyder då den norra ön där man lägger ut nät. Norra Lagnö tillhörde Värmdö Skeppslag och på 1500-talet tillhörde Norra Lagnö, liksom det närbelägna Långsunda, Orminge fjärding, i sin tur en del av Värmdö skeppslag. Den äldsta bebyggelsen på Norra Lagnö, Lagnö by, bör ha legat på den sydöstra delen, närmare bestämt i trakterna av Lagnö Gård, den sannolikt nu äldsta befintliga byggnaden på Norra Lagnö som bör ha stått färdig cirka 1875.
Alldeles söder om Norra Lagnö ligger Långsunda Gård. Långsunda Gård ägdes från 1876 av revisor Axel Schager, en av grundarna till Ångfartygsbolaget Stockholm-Thorsbyfjärd, ett rederi som kom att uppgå i Värmdö Ångfartygs AB, vilket i sinom tid blev Rederiet AB Stockholm-Wermdö (Torbolaget). Genom rederierna blev det lättare och snabbare att ta sig till och från Stockholm och med det kunde Norra Lagnö förvandlas till ett så kallat sommarnöje. 1877 upplät ägaren till Lagnö Gård ett område på västra delen av Norra Lagnö till ägaren av Johannesro och 1879 ett annat på den norra sidan till en Bothilda Lindqvist (Märtheberg).
1881 såldes Lagnö Gård till byggmästare OJ Haglund. Som byggmästare låg Haglund bakom en lång rad av sommarvillorna på Norra Lagnö som byggdes under slutet av 1800-talet. 1899 fanns det enligt uppgift i boken Sommarnöjet i Skärgården hela 76 särskilda sommarbyggnader på Norra Lagnö. Bland dessa märks bland andra Panama, Skogstorp, New York, Skogshyddan, Hildegård, Björkhaga, Loviseborg, Bergshyddan, Stora Skönvik, Klippan, Sundsborg, Alexandria, Alphyddan, Erikslund (riven) och Klockartorpet.
Under första hälften av 1900-talet förblev Norra Lagnö i mångt och mycket ett sommarnöje, men i takt med Stockholms expansion och bättre förbindelser (utbyggnaden av länsväg 222) blev antalet permanentboende allt högre.
I början av 2000-talet fanns det omkring 180 fastigheter på Norra Lagnö, varav cirka 130 var permanentboende. Den stora inflyttningen av permanentboende har medfört ett stort tryck på vattentillgången. Saltvatteninträngning i befintliga brunnar är vanligt förekommande och en bidragande orsak till att Värmdö kommun planerar för kommunalt vatten och avlopp på Norra Lagnö med tillhörande detaljplaneläggning.

### Befolkningsutveckling
| Befolkningsutvecklingen i Norra Lagnö 1990–2020 | Befolkningsutvecklingen i Norra Lagnö 1990–2020 | Befolkningsutvecklingen i Norra Lagnö 1990–2020 | Befolkningsutvecklingen i Norra Lagnö 1990–2020 | Befolkningsutvecklingen i Norra Lagnö 1990–2020 |
| ----------------------------------------------- | ----------------------------------------------- | ----------------------------------------------- | ----------------------------------------------- | ----------------------------------------------- |
|                                                 |                                                 |                                                 |                                                 |                                                 |
| År                                              |                                                 |                                                 | Folkmängd                                       | Areal (ha)                                      |
| 1990                                            | 1990                                            |                                                 | 242                                             | 118#                                            |
| 1995                                            | 1995                                            |                                                 | 249                                             | 82                                              |
| 2000                                            | 2000                                            |                                                 | 296                                             | 82                                              |
| 2005                                            | 2005                                            |                                                 | 317                                             | 82                                              |
| 2010                                            | 2010                                            |                                                 | 332                                             | 88                                              |
| 2015                                            | 2015                                            |                                                 | 333                                             | 95                                              |
| 2020                                            | 2020                                            |                                                 | 377                                             | 94                                              |
| Anm.: Ny tätort 1995 # Som småort.              |                                                 |                                                 |                                                 |                                                 |

## Samhället
På Norra Lagnö finns skola och daghem.

## Kommunikationer
Från Norra Lagnö färjeläge kan man åka vidare med bilfärja till Tynningö och övriga skärgården med skärgårdsbåt.

## Norra Lagnögemenskapen
Norra Lagnö omges av öarna Bergholmen, Torsholmen, Myrholmen, Lilla Ängsholmen och Stora Ängsholmen. Samtliga dessa öar är en del av lagnögemenskapen och deltar i de årliga tennis- och seglingstävlingar som genomförs.
Norra Lagnö Skeppslag är fortfarande mycket aktivt och syftar bland annat till att bevara Norra Lagnös skärgårdsmiljö.